# Andrej Šiško

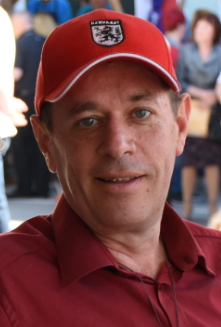
Andrej Šiško 2019

Andrej Šiško (* 24. April 1969 in Koper) ist ein slowenischer rechtsextremistischer Politiker und Aktivist.

## Leben
Andrej Šiško wurde im damaligen kommunistischen Jugoslawien in Koper geboren. Seine Familie zog aber bald nach Maribor, wo er die Grundschule und eine Schule für Gastronomie und Tourismus besuchte. 2011 schloss er ein Studium der Informationstechnologie ab. Noch in der Schulzeit gründete er verschiedene illegale anti-kommunistische und separatistische Organisationen. Während seiner Zeit in der Jugoslawischen Volksarmee wurde er erstmals inhaftiert, nachdem er mit einem Vorgesetzten in Streit geraten war.
Während des slowenischen Unabhängigkeitskriegs 1991 gründete er eine Freiwilligeneinheit, die mit der Slowenischen Territorialverteidigung kooperierte. Er war an der Eroberung der Panzer beteiligt, die später die erste slowenische Panzereinheiten bilden sollten.
1992 wurde Šiško wegen des Verdachts des versuchten Mordes inhaftiert. Es wurde ihm vorgeworfen, eine Bombe an einem Auto angebracht zu haben, wobei ihm Zmago Jelinčič assistiert haben soll. 2006 wurde er deswegen erneut verhaftet und zu zwei Jahren Haft verurteilt, in einem Berufungsprozess wurde das Strafmaß auf 22 Monate reduziert. Jelinčič wurde hingegen freigesprochen.
Šiško war Anführer der Ultrasgruppe Viole, die den Fußballverein NK Maribor unterstützt.
Seit etwa 2004 engagierte er sich auch bei der Gruppe Hervardi, die eine Abstammung der Slowenen von den Venetern vertritt und die offen mit rechtsextremen Ideen sympathisiert. Bis vor wenigen Jahren warnte die Gruppe vor einer Balkanisierung Sloweniens, jetzt sieht sie in der Einwanderung die größte Gefahr.

### Politisches Engagement
Bei der Präsidentschaftswahl in Slowenien 2017 trat Šiško erfolglos für die 2014 gegründete Gibanje zedinjena Slovenija (deutsch Bewegung für ein vereintes Slowenien) an, erzielte aber nur 2,2 % der Stimmen.

### Steirer Wacht
Andrej Šiško war Gründer einer paramilitärischen Organisation mit dem Namen „Štajerska varda“ (Steirer Wacht oder Steirer Garde). Mit dem Namen sollen Gebietsansprüche im österreichischen Bundesland Steiermark geltend gemacht werden. Nach Angaben Šiškos wurde die Organisation 2017 zur Aufrechterhaltung von Ruhe und Frieden und zum Schutz der Grenze gegründet, ihr sollen einige hundert Mitglieder angehören. Mitglieder der Organisation marschierten im September 2018 in olivgrüner Uniform und teilweise bewaffnet in einem Wald nahe der österreichischen Grenze auf. Nach dem Aufmarsch kündigte die slowenische Polizei eine Untersuchung an und führte fünf Hausdurchsuchungen durch. Am 6. September 2018 wurden Šiško und ein weiterer Mann verhaftet.
Im März 2019 wurde Šiško wegen Aufruf zum Sturz der verfassungsmäßigen Ordnung zu acht Monaten Haft verurteilt. Im Oktober 2019 bestätigte das Landgericht in Maribor das erstinstanzliche Urteil, das somit Rechtskraft erlangte.
Im September 2020 erließ das slowenische Parlament ein Gesetz, mit dem die Aktivitäten der paramilitärischen Gruppierung eingeschränkt wurden. So wurde etwa explizit verboten, an der Grenze zu patrouillieren oder in Uniform bzw. Tarnkleidung den Anschein zu erwecken, der Polizei oder dem Militär anzugehören.

## Belege
1. 1 2 3  Neža Loštrek: Andrej Šiško – Football Fan, Attempted Murderer, Presidential Candidate and Paramilitary Commander. In: total-slovenia-news.com. 6. September 2018, abgerufen am 4. Oktober 2019 (englisch).
2. ↑  Tomaž Klipšteter: Andrej Šiško s predvolilnega soočenja v zapor. In: dnevnik.si. 3. September 2018, abgerufen am 4. Oktober 2019 (slowenisch).
3. ↑  SNS President Acquitted of Aiding Attempted Murder Charges In: sta.si. 17. Oktober 2006, abgerufen am 4. Oktober 2019 (englisch).
4. 1 2 3  Matteo Pugliese: The Militarization of Slovenian Far-right Extremism. In: eeradicalization.com. 15. Oktober 2018, abgerufen am 4. Oktober 2019 (englisch).
5. ↑  Bewaffnete Bürgerwehr will in Slowenien Grenzen schützen. In: derstandard.at. 4. September 2018, abgerufen am 4. Oktober 2019.
6. ↑  Slowenien: Haftstrafe für rechtsextremen Bürgerwehrführer. In: orf.at. 4. Oktober 2019, abgerufen am 4. Oktober 2019.
7. ↑  Slowenien schiebt paramilitärischen Gruppen einen Riegel vor. In: derstandard.at. 25. September 2020, abgerufen am 25. September 2020.

| Personendaten    | Personendaten                                      |
| ---------------- | -------------------------------------------------- |
| NAME             | Šiško, Andrej                                      |
| KURZBESCHREIBUNG | slowenischer rechtsextremer Politiker und Aktivist |
| GEBURTSDATUM     | 24. April 1969                                     |
| GEBURTSORT       | Koper                                              |